# Andre Petim
Andre De Abreu Petim (Kaapstad, 3 augustus 1985) is een Portugees-Zuid-Afrikaans voetballer die bij voorkeur als doelman speelt. Sinds 2004 maakt hij deel uit van de eerste selectie van Ajax Cape Town, dat hem in 2012 en 2013 achtereenvolgens verhuurde aan Golden Arrows en Vasco da Gama.